# 林孔-德索托
林孔-德索托，是西班牙拉里奥哈自治区的一个市镇。总面积20平方公里，总人口3485人（2001年），人口密度174人/平方公里。